# Neustrien

Mitteleuropa im frühen Mittelalter

Neustrien oder Neustria war in der Zeit von 511 bis 737 der nordwestliche Teil des fränkischen Reiches zwischen Loire und Schelde. Durchgehend beherrschte das Geschlecht der Merowinger diesen Reichsteil.
Neustrien (wohl in der Bedeutung „(neues) Land im Westen“) ist in der lateinischen Namensform Neustria erst Mitte des 7. Jahrhunderts in den Quellen belegt. Es hatte in der Zeit seines Bestehens oftmals Konflikte mit seinem östlichen Nachbarn Austrasien auszufechten, andererseits waren diese beiden Länder aber auch häufig in Personalunion miteinander verbunden.
Spätestens nach dem Tod Chlothars IV. im Jahr 719 gab es keine effektive Trennung zwischen Austrasien und Neustrien mehr. Zwar wurden spätere Könige noch immer als König von Neustrien gekrönt, es gab jedoch keinen eigenen Hof mehr.
Trotzdem lebte auch danach der Name noch zweimal nach dieser Phase auf:
a) 861 wurde die Markgrafschaft Neustrien mit zwei Untereinheiten gegen Normannen und Bretonen eingerichtet, die bis 987 bestand.
b) Theobald der Betrüger schuf 956 ein quasi selbständiges Reich Neustrien im Norden Frankreichs, das bis 977 bestand.

## Könige Neustriens
- 584–629 Chlothar II. der Junge
- 629–639 Dagobert I. der Gute (in Personalunion)
- 639–657 Chlodwig II.
- 657–673 Chlothar III.
- 673–673 Theuderich III.
- 673–675 Childerich II. (in Personalunion)
- 675–691 Theuderich III. (2. Mal)
- 691–695 Chlodwig III.
- 695–711 Childebert III.
- 711–715 Dagobert III.
- 715–721 Chilperich II. (Bruder Daniel)
- 721–737 Theuderich IV.
- 737–741 Karl Martell (als Hausmeier und in Personalunion)
- 741–743 Pippin III. (als Hausmeier)
- 743–751 Childerich III.